# 单克隆抗体
單株抗體（英語：monoclonal antibody，縮寫：mAb），又称单株抗体，简称单抗，是仅由一种类型的免疫细胞制造出来的抗体，相對于多株抗體（由多种类型的B细胞所制造出来的一种抗体）。
单克隆抗体由可以制造这种抗体的免疫细胞与癌细胞融合后的细胞产生的，这种融合细胞既具有瘤细胞不断分裂的能力，又具有免疫细胞能产生抗体的能力。融合后的杂交细胞（杂交瘤）可以产生大量相同的抗体。当其应用于医疗中时，在识别抗原中的显示的微小变化（如果有的话）有助于减小副作用。
一般的抗原拥有多个表位，因此在此杂交瘤技术发明之前，即使将纯化的某抗原注射入动物体内，也会产生可识别不同表位的多克隆抗体，抽取动物血清纯化的抗体也不够纯，是多株B细胞产生的异质性抗体。自从乔治斯·克勒与色萨·米尔斯坦于1975年融合骨髓瘤细胞和B细胞为杂交细胞，接着纯化此杂交瘤，进而以有限稀释法筛选出只针对单一表位制造特异性抗体的殖株，成功地解决多克隆抗体不纯的问题。两人与尼尔斯·杰尼共同獲得1984年的諾貝爾生理學或醫學獎。
由单克隆抗体做成的抗体药是目前治疗多种疾病的有效方法，是醫治癌症的所謂生物組群治療一部分。其分子設計模仿身體免疫系統自然產生的抗體，從而對癌細胞作出特有的影響。

## 融合瘤技術
- 融合瘤（雜交瘤）就是“雜交細胞系”，指兩個細胞（一為B細胞，另一為骨髓瘤細胞）融合後的雜交細胞所增殖的細胞群體。B細胞可以提供漿細胞以建造對應的抗體，而腫瘤細胞具有無限增殖的能力，藉由結合兩者的特性，形成融合瘤細胞；成形的細胞會具備兩種細胞的特性，可以生產抗體，也具備無限生長的能力，故可以形成量產的抗體，讓這項生技產業具有商業價值。
- 融合瘤技術[1]。

## 外部連結
- Monoclonal Antibodies, from John W. Kimball's online biology textbook
- 醫學主題詞表（MeSH）：Monoclonal+antibodies
- Antibodypedia （页面存档备份，存于）, open-access virtual repository publishing data and commentary on any antibodies available to the scientific community.
- Antibody Purification Handbook（页面存档备份，存于）